# Merveille Bope Bokadi
Merveille Bope Bokadi (Kinshasa, 21 mei 1996) is een Congolees voetballer die bij voorkeur als defensieve middenvelder speelt. Hij tekende in 2017 bij Standard Luik. In 2016 debuteerde hij in het voetbalelftal van Congo-Kinshasa.

## Clubcarrière
Bope verruilde in 2017 het Congolese TP Mazembe voor Standard Luik. Op 14 april 2017 debuteerde hij in de Jupiler Pro League tegen Union Sint-Gillis. In zijn eerste seizoen bij Standard speelde Bope twee wedstrijden.

## Interlandcarrière
Bope debuteerde in 2016 voor Congo-Kinshasa. Op 21 januari 2016 maakte hij zijn eerste interlandtreffer op de Afrika Cup 2016 tegen Angola.